# Orologio di Santa Maria del Fiore

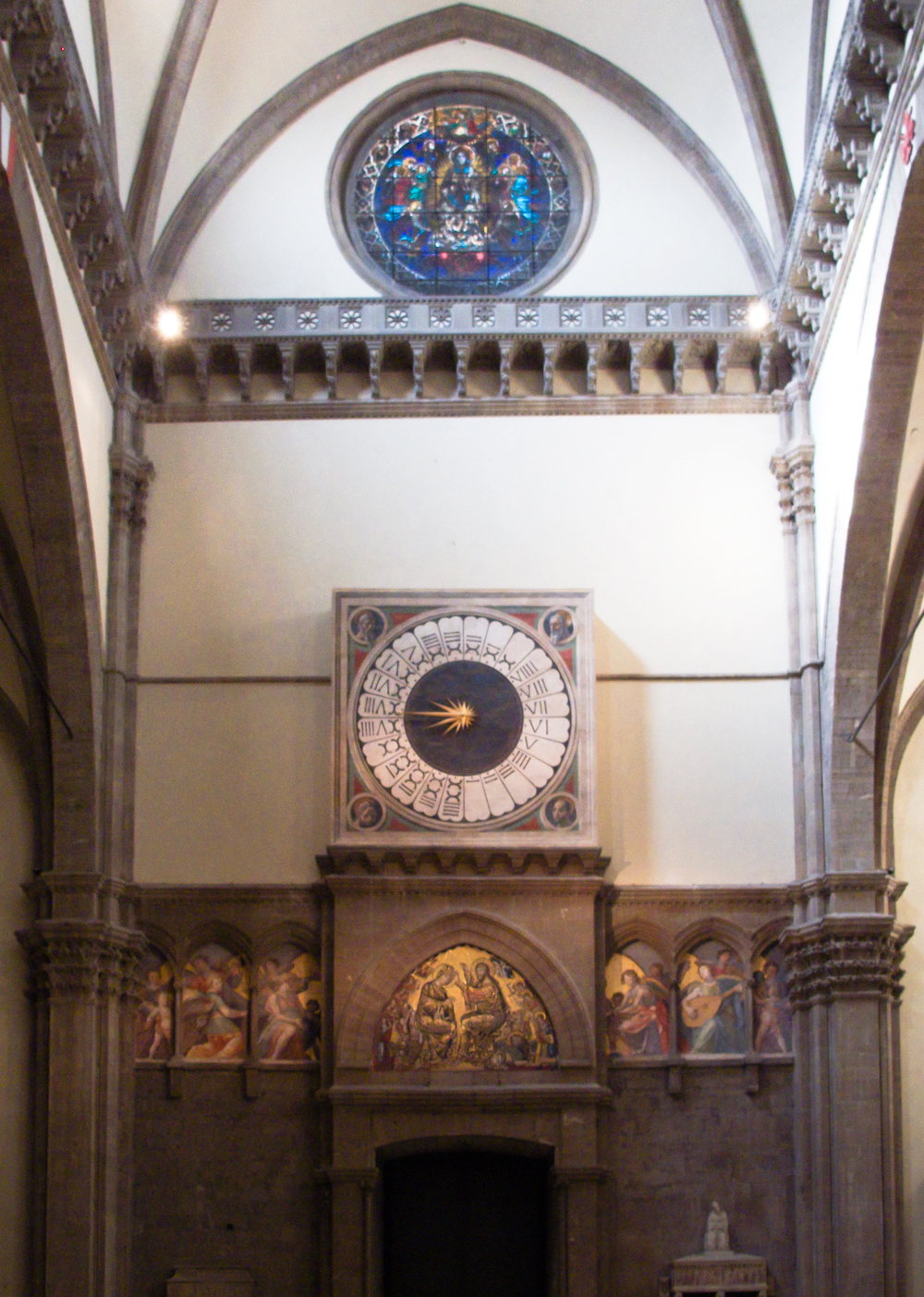
La controfacciata di Santa Maria del Fiore

L'Orologio di Santa Maria del Fiore è un affresco (470x470 cm) di Paolo Uccello, databile al 1443 e conservato sulla controfacciata del Duomo di Firenze.

## Storia
Gli anni quaranta del Quattrocento furono anni di intensa attività di Paolo Uccello alla decorazione interna di Santa Maria del Fiore, avviati nel 1436 col Monumento equestre a Giovanni Acuto e proseguiti nei primi anni del quinto decennio con le vetrate della Natività e della Resurrezione. Una terza vetrata, l'Annunciazione, non esiste più, distrutta nel 1828.
Pagamenti sono registrati il 22 febbraio 1443 per le teste (lire 10) e il 2 aprile per la decorazione dell'intero orologio.

## Descrizione e stile
L'orologio liturgico, dotato di un meccanismo nei vani interni della controfacciata, seguiva un movimento innanzitutto opposto agli orologi odierni, cioè antiorario, ed era diviso in spicchi che segnavano ventiquattro ore, segnate con numeri romani. Segue la cosiddetta hora italica, un giorno diviso in 24 "ore" di durata variabile a seconda delle stagioni, che comincia al suono dei vespri. Un impianto simile si trova, ad esempio, nella Torre dell'Orologio in piazza San Marco a Venezia, risalente alla fine del XV secolo.
I settori, bianchi, sono disposti a raggiera attorno a un disco scuro dove ruota la lancetta dorata, e a sua volta inscritti in una quadrato dove i quattro angoli sono riempiti con teste monumentali di santi. Si tratta di quattro figure con aureola, forse evangelisti o forse profeti, che si affacciano da oculi tondi simulanti un rilievo prospetticamente organizzato, e che guardano in varie direzioni, sporgendosi. In queste figure monumentali e acutamente espressive si colgono le influenze delle solenni figure di Lorenzo Ghiberti, tormentate da un pathos derivato dall'esempio di Donatello (Profeti del Campanile di Giotto). A quest'ultimo scultore rimanda anche il forte accento plastico delle teste.
Se si trattasse di evangelisti l'identificazione col tradizionale ausilio degli animali-simbolo potrebbe essere devoluta a una caratterizzazione dei tratti fisionomici in modo da richiamare l'animale (o, nel caso di Matteo, l'angelo) simbolico.

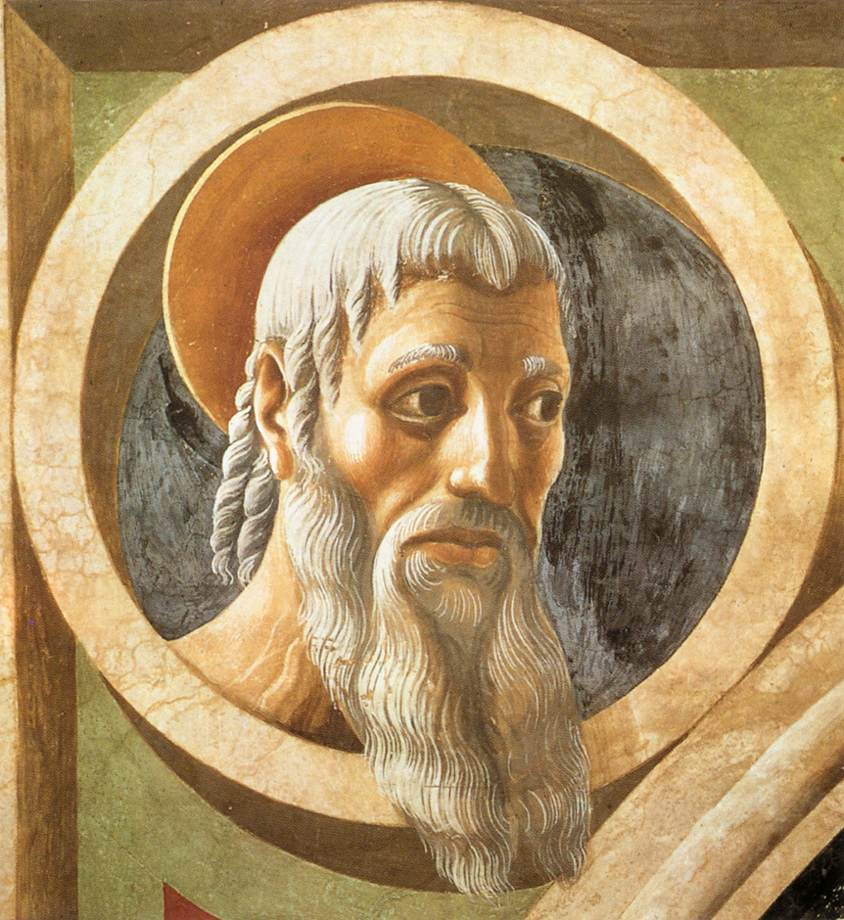
Testa
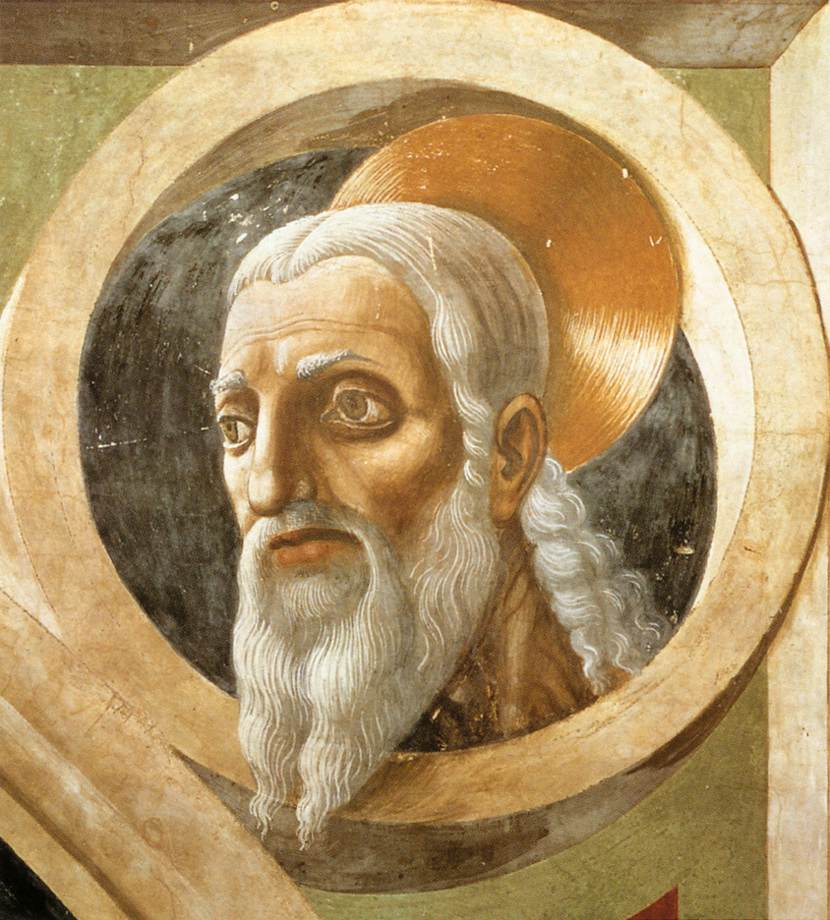
Testa
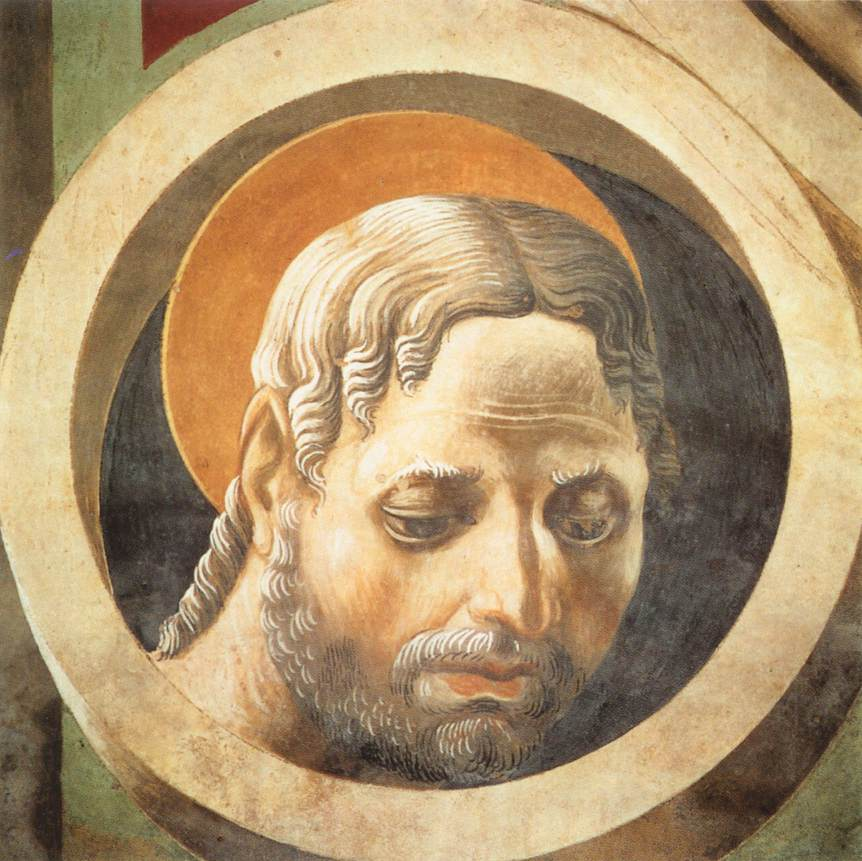
Testa
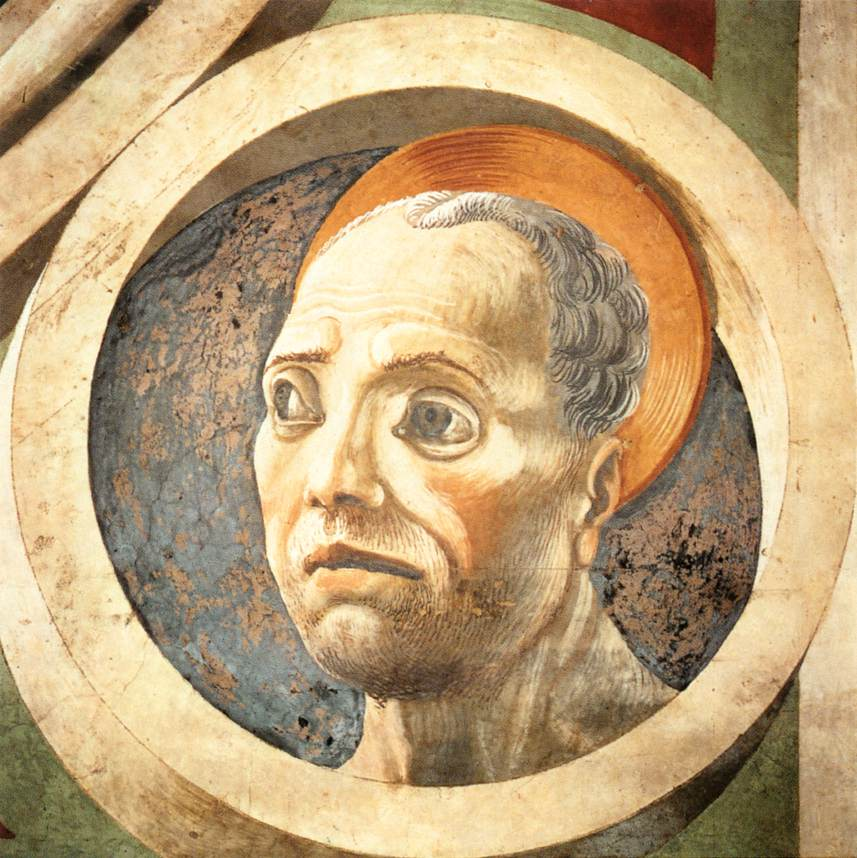
Testa